# Municipio de Raymond (condado de Montgomery)
El municipio de Raymond (en inglés, Raymond Township) es un municipio del condado de Montgomery, Illinois, Estados Unidos. Tiene una población estimada, a mediados de 2023, de 1108 habitantes.

## Geografía
Está ubicado en las coordenadas 39°17′59″N 89°31′12″O / 39.29972, -89.52000. Según la Oficina del Censo, tiene una superficie total de 93.5 km², de los cuales 93.4 km² corresponden a tierra firme y 0.1 km² están cubiertos de agua.

## Demografía
Según el censo de 2020, en ese momento había 1126 personas residiendo en la zona. La densidad de población era de 12.1 hab./km². El 95.12 % de los habitantes eran blancos, el 0.57 % eran afroamericanos, el 0.24 % eran amerindios, el 0.33 % eran asiáticos, el 0.09 % era isleño del Pacífico, el 0.36 % eran de otras razas y el 3.20 % eran de una mezcla de razas. Del total de la población, el 0.90 % eran hispanos o latinos de cualquier raza.